# Duits eenheidsteam op de Olympische Zomerspelen 1964
Het gedeelde Duitsland werd op de Olympische Zomerspelen 1964 in Tokio, Japan vertegenwoordigd door het Duits Eenheidsteam. Dit team bestond uit sporters van zowel de Duitse Democratische Republiek (DDR) als de Bondsrepubliek. Dit was het derde en laatste gezamenlijk optreden tijdens de Zomerspelen. Bij de Spelen in 1968 deden beide Duitse staten met een eigen team mee. Ten opzichte van de vorige editie werden er acht medailles meer gewonnen, maar twee gouden plakken minder.

## Medailleoverzicht
| Sport          | Olympiër | Discipline                   | Medaille |
| -------------- | --- | ---------------------------- | -------- |
| Atletiek       | Willi Holdorf | tienkamp (m)                 | Goud     |
| Atletiek       | Karin Balzer | 80m horden (v)               | Goud     |
| Kanovaren      | Jürgen Eschert | C-1 1000m (m)                | Goud     |
| Kanovaren      | Roswitha Esser Annemarie Zimmermann | K-2 500m (v)                 | Goud     |
| Paardensport   | Harry Boldt Reiner Klimke Josef Neckermann | dressuur (team)              | Goud     |
| Paardensport   | Hermann Schridde Kurt Jarasinski Hans Günter Winkler | springconcours (team)        | Goud     |
| Roeien         | Peter Neusel Bernhard Britting Joachim Werner Egbert Hirschfelder Jürgen Oelke | vier-met (m)                 | Goud     |
| Schoonspringen | Ingrid Engel-Krämer | 3m plank (v)                 | Goud     |
| Wielersport    | Lothar Claesges Karl-Heinz Henrichs Karl Link Ernst Streng | ploegenachtervolging (m)     | Goud     |
| Zeilen         | Wilhelm Kuhweide | finn (m)                     | Goud     |
| Atletiek       | Harald Norpoth | 5000m (m)                    | Zilver   |
| Atletiek       | Dieter Lindner | 20km snelwandelen (m)        | Zilver   |
| Atletiek       | Wolfgang Reinhardt | polsstokhoogspringen (m)     | Zilver   |
| Atletiek       | Renate Garisch-Culmberger-Boy | kogelstoten (v)              | Zilver   |
| Atletiek       | Ingrid Lotz | discuswerpen (v)             | Zilver   |
| Boksen         | Emil Schulz | -71kg (m)                    | Zilver   |
| Boksen         | Hans Huber | +81kg (m)                    | Zilver   |
| Judo           | Wolfgang Hofmann | -80kg (m)                    | Zilver   |
| Kanovaren      | Günther Perleberg Bernhard Schulze Friedhelm Wentzke Holger Zander | K-4 1000m (m)                | Zilver   |
| Paardensport   | Harry Boldt | dressuur (individueel)       | Zilver   |
| Paardensport   | Hermann Schridde | springconcours (individueel) | Zilver   |
| Roeien         | Achim Hill | skiff (m)                    | Zilver   |
| Roeien         | Klaus Aeffke Klaus Bittner Karl-Heinrich von Groddeck Hans-Jürgen Wallbrecht Klaus Behrens Jürgen Schroeder Jürgen Plagemann Horst Meyer Thomas Ahrens | acht (m)                     | Zilver   |
| Schermen       | Helga Margot Mees-Volz | floret (v)                   | Zilver   |
| Schoonspringen | Ingrid Engel-Krämer | 10m toren (v)                | Zilver   |
| Turnen         | Birgit Radochla | sprong (v)                   | Zilver   |
| Worstelen      | Klaus-Jürgen Rost | -70kg vrije stijl (m)        | Zilver   |
| Zeilen         | Peter Ahrendt Ulrich Mense Wilfred Lorenz | dragon                       | Zilver   |
| Zwemmen        | Frank Wiegand | 400m vrije slag (m)          | Zilver   |
| Zwemmen        | Uwe Jacobsen Hans-Joachim Klein Horst Löffler Frank Wiegand | 4x100m vrije slag (m)        | Zilver   |
| Zwemmen        | Ernst Joachim Küppers Egon Henninger Horst-Günther Gregor Hans-Joachim Klein | 4x100m wisselslag (m)        | Zilver   |
| Zwemmen        | Horst-Günther Gregor Gerhard Hetz Frank Wiegand Hans-Joachim Klein | 4x200m wisselslag (m)        | Zilver   |
| Atletiek       | Klaus Lehnertz | polsstokhoogspringen (m)     | Brons    |
| Atletiek       | Uwe Beyer | kogelslingeren (m)           | Brons    |
| Atletiek       | Hans Joachim Walde | tienkamp (m)                 | Brons    |
| Boksen         | Heinz Schulz | -57kg (m)                    | Brons    |
| Judo           | Klaus Glahn | open klasse (m)              | Brons    |
| Kanovaren      | Heinz Büker Holger Zander | K-2 1000m (m)                | Brons    |
| Paardensport   | Fritz Ligges | eventing (individueel)       | Brons    |
| Paardensport   | Horst Karsten Fritz Ligge Gerhard Schulz | springconcours (team)        | Brons    |
| Roeien         | Michael Schwan Wolfgang Hottenrott | twee-zonder (m)              | Brons    |
| Schermen       | Helga Mees Heidi Schmid Romy Weiß-Scherberger Gundi Theuerkauff | floret team (v)              | Brons    |
| Turnen         | Siegfried Fülle Philipp Fürst Günther Lyhs Erwin Koppe Klaus Köste Peter Weber | meerkamp team (m)            | Brons    |
| Voetbal        | Hans-Jürgen Heinsch Peter Rock Manfred Geisler Herbert Pankau Manfred Walter Gerhard Körner Hermann Stöcker Otto Frässdorf Henning Frenzel Jürgen Nöldner Eberhard Vogel Klaus Urbanczyk Bernd Bauchspiess Dieter Engelhardt Horst Weigang Klaus-Dieter Seehaus Werner Unger Wolfgang Barthels Klaus Lisiewicz | mannen                       | Brons    |
| Wielersport    | Willy Fuggerer Klaus Kobusch | tandem (m)                   | Brons    |
| Worstelen      | Lothar Metz | -87kg vrije stijl (m)        | Brons    |
| Worstelen      | Heinz Kiehl | -97kg vrije stijl (m)        | Brons    |
| Worstelen      | Wilfried Dietrich | +97kg vrije stijl (m)        | Brons    |
| Zwemmen        | Hans-Joachim Klein | 100m vrije slag (m)          | Brons    |
| Zwemmen        | Gerhard Hetz | 400m wisselslag (m)          | Brons    |

## Resultaten en deelnemers per onderdeel

### Atletiek
| Olympiër                                                        | Discipline               | Resultaat | Prestatie                                                                                        |
| --------------------------------------------------------------- | ------------------------ | --------- | ------------------------------------------------------------------------------------------------ |
| Manfred Knickenberg                                             | 100m (m)                 | 36e       | serie 10: 4de in 10,7                                                                            |
| Fritz Obersiebrasse                                             | 100m (m)                 | 14e       | serie 9: 1ste in 10,4 kwartfinale 1: 3de in 10,4 halve finale 2: 8ste in 10,6                    |
| Heinz Schumann                                                  | 100m (m)                 | 5e        | serie 6: 1ste in 10,5 kwartfinale 4: 4de in 10,5 halve finale 1: 4de in 10,3 finale: 5de in 10,4 |
| Heinz Erbstosser                                                | 200m (m)                 | 33e       | serie 5: 5de in 21,4                                                                             |
| Fritz Roderfeld                                                 | 200m (m)                 | 31e       | serie 8: 3de in 21,5 kwartfinale 3: 8ste in 22,2                                                 |
| Heinz Schumann                                                  | 200m (m)                 | 12e       | serie 7: 1ste in 21,0 kwartfinale 2: 3de in 21,2 halve finale 2: 6de in 21,1                     |
| Jörg Jüttner                                                    | 400m (m)                 | 10e       | serie 3: 3de in 47,0 kwartfinale 3: 4de in 47,2 halve finale 1: 5de in 46,7                      |
| Jürgen Kalfelder                                                | 400m (m)                 | 39e       | serie 5: 6de in 47,7                                                                             |
| Johannes Schmitt                                                | 400m (m)                 | 20e       | serie 4: 5de in 46,9 kwartfinale 2: 6de in 47,2                                                  |
| Dieter Bogatzki                                                 | 800m (m)                 | 7e        | serie 2: 1ste in 1.50,3 halve finale 2: 3de in 1.46,9 finale: 7de in 1.47,2                      |
| Manfred Kinder                                                  | 800m (m)                 | 15e       | serie 3: 1ste in 1.49,5 halve finale 3: 3de in 1.47,9                                            |
| Manfred Matuschewski                                            | 800m (m)                 | 10e       | serie 5: 4de in 1.50,0 halve finale 1: 4de in 1.47,3                                             |
| Wolf-Dieter Holtz                                               | 1500m (m)                | 12e       | serie 3: 2de in 3.46,6 halve finale 1: 6de in 3.42,3                                             |
| Jurgen May                                                      | 1500m (m)                | 15e       | serie 2: 2de in 3.44,2 halve finale 2: 8ste in 3.46,8                                            |
| Siegried Valentin                                               | 1500m (m)                | 19e       | serie 4: 6de in 3.44,9                                                                           |
| Manfred Letzerich                                               | 5000m (m)                | 20e       | serie 2: 8ste in 14.06,2                                                                         |
| Harald Norpoth                                                  | 5000m (m)                | Zilver    | serie 3: 3de in 14.11,6 finale: 2de in 13.49,6                                                   |
| Lutz Philipp                                                    | 5000m (m)                | 19e       | serie 1: 8ste in 14.15,2                                                                         |
| Artur Hannemann                                                 | 10000m (m)               | 27e       | 30.56,0                                                                                          |
| Siegfried Herrmann                                              | 10000m (m)               | 11e       | 29.27,0                                                                                          |
| Siegfried Rothe                                                 | 10000m (m)               | 20e       | 14.39,0                                                                                          |
| Heinrich John                                                   | 110m horden (m)          | 9e        | serie 2: 3de in 14,3 halve finale 1: 5de in 14,1                                                 |
| Werner Trzmiel                                                  | 110m horden (m)          | 17e       | serie 5: 5de in 14,3                                                                             |
| Christian Voigt                                                 | 110m horden (m)          | 31e       | serie 4: 7de in 15,1                                                                             |
| Horst Gieseler                                                  | 400m horden (m)          | DNF       | serie 1: niet gefinisht                                                                          |
| Ferdinand Haas                                                  | 400m horden (m)          | 13e       | serie 4: 3de in 52,2 halve finale 1: 6de in 51,6                                                 |
| Joachim Singer                                                  | 400m horden (m)          | 17e       | serie 2: 4de in 52,1                                                                             |
| Rainer Dörner                                                   | 3000m steeplechase (m)   | 19e       | serie 3: 6de in 8.55,0                                                                           |
| Alfred Döring                                                   | 3000m steeplechase (m)   | 10e       | serie 2: 6de in 8.43,2                                                                           |
| Dieter Hartmann                                                 | 3000m steeplechase (m)   | 26e       | serie 1: 8ste in 9.09,2                                                                          |
| Heinz Erbstosser Rainer Berger Peter Wallach Volker Löffler     | 4x100m (m)               | 9e        | serie 2: 3de in 40,2 halve finale 2: 5de in 40,1                                                 |
| Jorg Juttner Hans-Ulrich Schulz Johannes Schmitt Manfred Kinder | 4x400m (m)               | 9e        | serie 3: 2de in 3.04,9 finale: 5de in 3.04,3                                                     |
| Heinrich Hagen                                                  | marathon (m)             | 24e       | 2:26.39,8                                                                                        |
| Gerhard Hönicke                                                 | marathon (m)             | 38e       | 2:33.23,0                                                                                        |
| Manfred Naumann                                                 | marathon (m)             | 39e       | 2:33.42,0                                                                                        |
| Dieter Lindner                                                  | 20km snelwandelen (m)    | Zilver    | 1:31.13,2                                                                                        |
| Hans-Georg Reimann                                              | 20km snelwandelen (m)    | 12e       | 1:34.51,0                                                                                        |
| Gerhard Sperling                                                | 20km snelwandelen (m)    | 9e        | 1:33.15,8                                                                                        |
| Christoph Höhne                                                 | 50km snelwandelen (m)    | 6e        | 4:17.41,6                                                                                        |
| Burkhard Leuschke                                               | 50km snelwandelen (m)    | 4e        | 4:15.26,8                                                                                        |
| Kurt Sakowski                                                   | 50km snelwandelen (m)    | 8e        | 4:20.31,0                                                                                        |
| Klaus Beer                                                      | verspringen (m)          | 21e       | kwalificatie: 21ste met 7,27m                                                                    |
| Wolfgang Klein                                                  | verspringen (m)          | 10e       | kwalificatie: 6de met 7,59m finale: 10de met 7,15m                                               |
| Hans-Helmut Trense                                              | verspringen (m)          | 18e       | kwalificatie: 18de met 7,30m                                                                     |
| Manfred Hinze                                                   | hink-stap-springen (m)   | 6e        | kwalificatie: 3de met 16,23m finale: 6de met 16,15m                                              |
| Günter Krivec                                                   | hink-stap-springen (m)   | 14e       | kwalificatie: 14de met 15,78m                                                                    |
| Hans-Jürgen Rückborn                                            | hink-stap-springen (m)   | 8e        | kwalificatie: 8ste met 15,88m finale: 8ste met 16,09m                                            |
| Ralf Drecoll                                                    | hoogspringen (m)         | 6e        | kwalificatie: 1ste met 2,06m finale: 6de met 2,09m                                               |
| Rudolf Köppen                                                   | hoogspringen (m)         | 19e       | kwalificatie: 1ste met 2,06m finale: 19de met 2,00m                                              |
| Wolfgang Schillkowski                                           | hoogspringen (m)         | 8e        | kwalificatie: 1ste met 2,06m finale: 17de met 2,06m                                              |
| Klaus Lehnertz                                                  | polsstokhoogspringen (m) | Brons     | kwalificatie: 1ste met 4,60m finale: 3de met 5,00m                                               |
| Manfred Preussger                                               | polsstokhoogspringen (m) | 4e        | kwalificatie: 1ste met 4,60m finale: 4de met 5,00m                                               |
| Wolfgang Reinhardt                                              | polsstokhoogspringen (m) | Zilver    | kwalificatie: 1ste met 4,60m finale: 2de met 5,05m                                               |
| Heinfried Birlenbach                                            | kogelstoten (m)          | 14e       | kwalificatie: 14de met 17,77m                                                                    |
| Dieter Hoffmann                                                 | kogelstoten (m)          | 12e       | kwalificatie: 13de met 17,82m finale: 12de met 17,11m                                            |
| Rudolf Langer                                                   | kogelstoten (m)          | 11e       | kwalificatie: 9de met 17,90m finale: 11de met 17,29m                                             |
| Fritz Kühl                                                      | discuswerpen (m)         | 13e       | kwalificatie: 13de met 53,53m                                                                    |
| Hartmut Losch                                                   | discuswerpen (m)         | 11e       | kwalificatie: 6de met 56,6m finale: 11de met 52,08m                                              |
| Lothar Milde                                                    | discuswerpen (m)         | 14e       | kwalificatie: 14de met 53,39m                                                                    |
| Rolf Herings                                                    | speerwerpen (m)          | 7e        | kwalificatie: 11de met 72,74m finale: 7de met 74,72m                                             |
| Hermann Salomon                                                 | speerwerpen (m)          | 14e       | kwalificatie: 14de met 71,92m                                                                    |
| Hans Schenk                                                     | speerwerpen (m)          | 12e       | kwalificatie: 10de met 72,55m finale: 12de met 69,82m                                            |
| Uwe Beyer                                                       | kogelslingeren (m)       | Brons     | kwalificatie: 7de met 65,01m finale: 3de met 68,09m                                              |
| Hans Fahsl                                                      | kogelslingeren (m)       | 16e       | kwalificatie: 16de met 62,35m                                                                    |
| Martin Lotz                                                     | kogelslingeren (m)       | 18e       | kwalificatie: 18de met 61,88m                                                                    |
| Horst Beyer                                                     | tienkamp (m)             | 6e        | 7647 punten                                                                                      |
| Willi Holdorf                                                   | tienkamp (m)             | Goud      | 7887 punten                                                                                      |
| Hans-Joachim Walde                                              | tienkamp (m)             | Brons     | 7809 punten                                                                                      |
|                                                                 |                          |           |                                                                                                  |
| Heilwig Jacob                                                   | 100m (v)                 | 17e       | serie 6: 5de in 11,9 kwartfinale 2: 5de in 11,7                                                  |
| Renate Meyer                                                    | 100m (v)                 | 29e       | serie 2: 4de in 12,0 kwartfinale 3: 8ste in 12,1                                                 |
| Erika Pollmann                                                  | 100m (v)                 | DSQ       | serie 3: gediskwalificeerd                                                                       |
| Jutta Heine                                                     | 200m (v)                 | DSQ       | serie 5: gediskwalificeerd                                                                       |
| Heilwig Jacob                                                   | 200m (v)                 | 11e       | serie 3: 2de in 24,2 halve finale 2: 7de in 24,1                                                 |
| Erika Pollmann                                                  | 200m (v)                 | 17e       | serie 6: 4de in 24,4                                                                             |
| Margret Buscher                                                 | 400m (v)                 | 13e       | serie 2: 2de in 55,3 halve finale 1: 7de in 55,2                                                 |
| Erna Maisack                                                    | 400m (v)                 | 20e       | serie 1: 7de in 58,6                                                                             |
| Gertrud Schmidt                                                 | 400m (v)                 | 7e        | serie 3: 4de in 55,1 halve finale 2: 4de in 54,2 finale: 7de in 55,4                             |
| Antje Gleichfeld                                                | 800m (v)                 | 5e        | serie 3: 2de in 2.08,3 halve finale 1: 2de in 2.04,6 finale: 5de in 2.03,9                       |
| Waltraud Kaufmann                                               | 800m (v)                 | 18e       | serie 1: 6de in 2.14,6                                                                           |
| Anita Wörner                                                    | 800m (v)                 | 11e       | serie 2: 2de in 2.08,6 halve finale 2: 5de in 2.07,1                                             |
| Karin Balzer                                                    | 80m horden (v)           | Goud      | serie 1: 1ste in 10,7 halve finale 2: 1ste in 10,6 (OR) finale: 1ste in 10,5                     |
| Gundula Diel                                                    | 80m horden (v)           | 14e       | serie 2: 4de in 10,9 halve finale 1: 7de in 11,0                                                 |
| Zenta Kopp                                                      | 80m horden (v)           | DNS       | serie 3: niet gestart                                                                            |
| Karin Frisch Erika Pollmann Martha Pensberger Jutta Heine       | 4x100m (v)               | 5e        | serie 2: 2de in 45,0 finale: 5de in 44,7                                                         |
| Ingrid Becker                                                   | verspringen (v)          | 4e        | kwalificatie: 4de met 6,37m finale: 4de met 6,40m                                                |
| Helga Hoffmann                                                  | verspringen (v)          | 8e        | kwalificatie: 2de met 6,44m finale: 8ste met 6,23m                                               |
| Hildrun Laufer                                                  | verspringen (v)          | 7e        | kwalificatie: 8ste met 6,28m finale: 7de met 6,24m                                               |
| Gerda Kupferschmied                                             | hoogspringen (v)         | 12e       | kwalificatie: 11de met 1,70m finale: 12de met 1,68m                                              |
| Doris Langer                                                    | hoogspringen (v)         | DNS       | kwalificatie: niet gestart                                                                       |
| Karin Rüger-Schulze                                             | hoogspringen (v)         | 9e        | kwalificatie: 15de met 1,68m finale: 9de met 1,71m                                               |
| Renate Culmberger                                               | kogelstoten (v)          | Zilver    | kwalificatie: 3de met 16,32m finale: 2de met 17,61m                                              |
| Margitta Helmbold                                               | kogelstoten (v)          | 5e        | kwalificatie: 5de met 15,61m finale: 5de met 16,91m                                              |
| Johanna Hübner                                                  | kogelstoten (v)          | 9e        | kwalificatie: 8ste met 15,38m finale: 9de met 15,77m                                             |
| Kriemhild Limberg                                               | discuswerpen (v)         | 7e        | kwalificatie: 3de met 54,54m finale: 7de met 53,81m                                              |
| Doris Lorenz                                                    | discuswerpen (v)         | 14e       | kwalificatie: 11de met 51,58m finale: 14de met 45,63m                                            |
| Ingrid Lotz                                                     | discuswerpen (v)         | Zilver    | kwalificatie: 2de met 54,82m finale: 2de met 57,21m                                              |
| Anneliese Gerhards                                              | speerwerpen (v)          | 8e        | kwalificatie: 4de met 52,23m finale: 8ste met 52,37m                                             |
| Rosemarie Schubert                                              | speerwerpen (v)          | 12e       | kwalificatie: 5de met 51,20m finale: 12de met 46,50m                                             |
| Ingeborg Schwalbe                                               | speerwerpen (v)          | 14e       | kwalificatie: 14de met 45,55m                                                                    |
| Ingrid Becker                                                   | zevenkamp (v)            | 8e        | 4717 punten                                                                                      |
| Helga Hoffmann                                                  | zevenkamp (v)            | 6e        | 4737 punten                                                                                      |

### Boksen
| Olympiër         | Discipline  | Resultaat | Prestatie |
| ---------------- | ----------- | --------- | --- |
| Otto Babiasch    | -51kg (m)   | 5e        | 1ste ronde: vrij 2de ronde: W van JPN Yoshino: 3-2 kwartfinale: V van USA Carmody: 1-4 |
| Rainer Poser     | -54kg (m)   | 17e       | 1ste ronde: V van POL Bendig: 2-3 |
| Heinz Schulz     | -57kg (m)   | Brons     | 1ste ronde: W van NEP Bhim Bahadur: 5-0 2de ronde: W van KEN Waruinge: 5-0 kwartfinale: W van BIR Tun: 5-0 halve finale: V van URS Stepashkin: knock-out                                                       |
| Wolfgang Schmitt | -60kg (m)   | 17e       | 1ste ronde: V van ESP Bendig: 1-4 |
| Heiko Winter     | -63,5kg (m) | 17e       | 1ste ronde: V van USA Ellis: 0-5 |
| Bruno Guse       | -67kg (m)   | 9e        | 1ste ronde: vrij 2de ronde: V van URS Tamulis: 0-5 |
| Paul Hogh        | -71kg (m)   | 17e       | 1ste ronde: V van URS Lagoetin: 0-5 |
| Emil Schulz      | -75kg (m)   | Zilver    | 1ste ronde: vrij 2de ronde: W van GBR Stack: scheidsrechterlijke beslissing kwartfinale: W van ROU Monea: 5-0 halve finale: W van ITA Valle: 5-0 finale: V van URS Popenchenko: scheidsrechterlijke beslissing |
| Jurgen Schlegel  | -81kg (m)   | 5e        | 1ste ronde: vrij 2de ronde: W van UGA Mugwayna: 5-0 kwartfinale: V van ITA Pinto: 1-4 |
| Hans Huber       | +81kg (m)   | Zilver    | 1ste ronde: vrij kwartfinale: W van PAK Rehman: knock-out halve finale: W van ITA Ros: 4-1 finale: V van USA Frazier: 2-3                                                                                      |

### Gewichtheffen
| Olympiër          | Discipline  | Resultaat | Prestatie |
| ----------------- | ----------- | --------- | --------- |
| Martin Eberle     | -60kg (m)   | 11e       | 335kg     |
| Alfred Kornprobst | -67,5kg (m) | 8e        | 385kg     |
| Werner Dittrich   | -75kg (m)   | DNF       |           |
| Karl Arnold       | -82,5kg (m) | 8e        | 440kg     |
| Norbert Fehr      | -90kg (m)   | 14e       | 410kg     |
| Manfred Rieger    | +90kg (m)   | 11e       | 475kg     |

### Hockey
| Olympiër | Discipline | Resultaat | Prestatie |
| --- | ---------- | --------- | --- |
| Rainer Stephan Axel Thieme Klaus Vetter Horst Brennecke Klaus Bahner Horst Dahmlos Lothar Lippert Rolf Westphal Karlheinz Freiberger Dieter Ehrlich Adolf Krause Reiner Hanschke | mannen     | 5e        | groep B: 3de G van India: 1-1 G van Spanje: 1-1 W van Nederland: 1-0 G van Maleisië: 0-0 G van België: 0-0 W van Canada: 5-1 G van Hongkong: 1-1 5-8ste plek: W van Japan: 5-1 5-6de plek: W van Kenia: 3-0 |

| Groep B |           |             |             |             |             |            |            |            |        |
| #       | Land      | Wedstrijden | Wedstrijden | Wedstrijden | Wedstrijden | Doelpunten | Doelpunten | Doelpunten | Punten |
| #       | Land      | G           | W           | G           | V           | V          | T          | Saldo      | Punten |
| 1       | India     | 7           | 5           | 2           | 0           | 18         | 4          | +14        | 12     |
| 2       | Spanje    | 7           | 4           | 3           | 0           | 16         | 3          | +13        | 11     |
| 3       | Duitsland | 7           | 2           | 5           | 0           | 9          | 4          | +5         | 9      |
| 4       | Nederland | 7           | 4           | 1           | 2           | 20         | 4          | +16        | 9      |
| 5       | Maleisië  | 7           | 2           | 2           | 3           | 11         | 13         | -2         | 6      |
| 6       | België    | 7           | 2           | 2           | 3           | 10         | 13         | -3         | 6      |
| 7       | Canada    | 7           | 1           | 0           | 6           | 5          | 25         | -20        | 2      |
| 8       | Hongkong  | 7           | 0           | 1           | 6           | 3          | 26         | -23        | 1      |

| Datum       | Ronde | Plaats    | Land | Score     | Land |
| ----------- | ----- | --------- | ---- | --------- | ---- |
| Groepsfase  |       |           |      |           |      |
| 11 oktober  | Tokio | India     | 1-1  | Duitsland |      |
| 12 oktober  | Tokio | Spanje    | 1-1  | Duitsland |      |
| 14 oktober  | Tokio | Duitsland | 1-0  | Nederland |      |
| 15 oktober  | Tokio | Duitsland | 0-0  | Maleisië  |      |
| 17 oktober  | Tokio | Duitsland | 0-0  | België    |      |
| 18 oktober  | Tokio | Duitsland | 5-1  | Canada    |      |
| 19 oktober  | Tokio | Duitsland | 1-1  | Hongkong  |      |
| 5-8ste plek |       |           |      |           |      |
| 21 oktober  | Tokio | Duitsland | 5-1  | Japan     |      |
| 5-6de plek  |       |           |      |           |      |
| 22 oktober  | Tokio | Duitsland | 3-0  | Kenia     |      |

### Judo
| Olympiër             | Discipline      | Resultaat | Prestatie |
| -------------------- | --------------- | --------- | --- |
| Matthias Schießleder | -68kg (m)       | 20e       | groep A: 3de met 0 overwinningen                                                                                          |
| Wolfgang Hofmann     | -80kg (m)       | Zilver    | groep C: 1ste met 2 overwinningen kwartfinale: W van NED Snijders halve finale: W van USA Bregman finale: V van JPN Okano |
| Herbert Niemann      | +80kg (m)       | 14e       | groep C: 3de met 0 overwinningen                                                                                          |
| Klaus Glahn          | open klasse (m) | Brons     | groep C: 1ste met 2 overwinningen halve finale: V van JPN Kaminaga                                                        |

### Kanovaren
| Olympiër                                                           | Discipline    | Resultaat | Prestatie                                                                       |
| ------------------------------------------------------------------ | ------------- | --------- | ------------------------------------------------------------------------------- |
| Jürgen Eschert                                                     | C-1 1000m (m) | Goud      | serie 2: 1ste in 4.36,92 finale: 1ste in 4.35,14                                |
| Klaus Bohlz Detlef Lewe                                            | C-2 1000m (m) | 6e        | serie 2: 1ste in 4.12,37 finale: 6de in 4.13,18                                 |
| Erich Suhrbier                                                     | K-1 1000m (m) | 4e        | serie 2: 2de in 4.03,44 halve finale 1: 2de in 4.04,05 finale: 4de in 4.01,62   |
| Heinz Büker Holger Zander                                          | K-2 1000m (m) | Brons     | serie 1: 1ste in 3.44,25 halve finale 1: 3de in 3.47,46 finale: 3de in 3.40,69  |
| Günther Perleberg Friedhelm Wentzke Bernhard Schulze Holger Zander | K-4 1000m (m) | Zilver    | serie 2: 1ste in 3.17,13 halve finale 2: 1ste in 3.21,01 finale: 2de in 3.15,39 |
|                                                                    |               |           |                                                                                 |
| Elke Felten                                                        | K-1 500m (v)  | 4e        | serie 1: 2de in 2.11,94 finale: 4de in 2.15,94                                  |
| Roswitha Esser Annemarie Zimmermann                                | K-2 500m (v)  | Goud      | serie 2: 1ste in 1.57,66 finale: 1ste in 1.56,95                                |

### Moderne vijfkamp
| Olympiër                                 | Discipline  | Resultaat | Prestatie    |
| ---------------------------------------- | ----------- | --------- | ------------ |
| Uwe Adler                                | individueel | 13e       | 4654 punten  |
| Elmar Frings                             | individueel | 23e       | 4443 punten  |
| Wolfgang Goedicke                        | individueel | 12e       | 4657 punten  |
| Uwe Adler Elmar Frings Wolfgang Goedicke | team        | 6e        | 13599 punten |

### Paardensport
| Olympiër                                             | Discipline  | Resultaat | Prestatie                                                  |
| Dressuur                                             | Dressuur    | Dressuur  | Dressuur                                                   |
| ---------------------------------------------------- | ----------- | --------- | ---------------------------------------------------------- |
| Harry Boldt                                          | individueel | Zilver    | voorronde: 1ste met 889 punten finale: 2de met 1503 punten |
| Reiner Klimke                                        | individueel | 6e        | voorronde: 5de met 837 punten finale: 6de met 1404 punten  |
| Josef Neckermann                                     | individueel | 6e        | voorronde: 6de met 832 punten finale: 5de met 1429 punten  |
| Harry Boldt Reiner Klimke Josef Neckermann           | team        | Goud      | 2558 punten                                                |
| Eventing                                             |             |           |                                                            |
| Karl-Heinz Fuhrmann                                  | individueel | 25e       | 50 strafpunten                                             |
| Horst Karsten                                        | individueel | 6e        | 36,60 punten                                               |
| Fritz Ligges                                         | individueel | Brons     | 49,20 punten                                               |
| Gerhard Schulz                                       | individueel | 20e       | 29,07 strafpunten                                          |
| Horst Karsten Fritz Ligges Gerhard Schulz            | team        | Brons     | 56,73 punten                                               |
| Springconcours                                       |             |           |                                                            |
| Kurt Jarasinski                                      | individueel | 8e        | 22,25 strafpunten                                          |
| Hermann Schridde                                     | individueel | Zilver    | 13,75 strafpunten                                          |
| Hans-Gunter Winkler                                  | individueel | 6e        | 32,50 strafpunten                                          |
| Kurt Jarasinski Hermann Schridde Hans-Gunter Winkler | team        | Goud      | 68,50 strafpunten                                          |

### Roeien
| Olympiër | Discipline      | Resultaat | Prestatie                                                                         |
| --- | --------------- | --------- | --------------------------------------------------------------------------------- |
| Achim Hill | skiff (m)       | Zilver    | serie 1: 1ste in 7.40,49 finale: 2de in 8.26,24                                   |
| Helmut Lebert Josef Steffes-Mies | dubbel-twee (m) | 5e        | serie 1: 2de in 6.41,24 herkansingen: 1ste in 6.39,92 finale: 5de in 7.30,03      |
| Michael Schwan Wolfgang Hottenrott | twee-zonder (m) | Brons     | serie 3: 1ste in 7.20,18 finale: 3de in 7.38,63                                   |
| Günter Bergau Peter Gorny Karl-Heinz Danielowski                                                                                               | twee-met (m)    | 7e        | serie 1: 4de in 8.02,99 herkansingen: 2de in 7.22,96 7-12de plek: 1ste in 7.27,98 |
| Günter Schrörs Horst Effertz Albrecht Müller Manfred Misselhorn                                                                                | vier-zonder (m) | 6e        | serie 3: 1ste in 6.37,83 finale: 6de in 7.10,33                                   |
| Peter Neusel Bernhard Britting Joachim Werner Egbert Hirschfelder Jürgen Oelke                                                                 | vier-met (m)    | Goud      | serie 1: 1ste in 6.44,12 finale: 1ste in 7.00,44                                  |
| Klaus Aeffke Klaus Bittner Moritz von Groddeck Hans-Jürgen Wallbrecht Klaus Behrens Jürgen Schröder Jürgen Plagemann Horst Meyer Thomas Ahrens | acht (m)        | Zilver    | serie 1: 1ste in 5.54,02 finale: 2de in 6.23,29                                   |

### Schermen
| Olympiër                                                                      | Discipline      | Resultaat | Prestatie |
| ----------------------------------------------------------------------------- | --------------- | --------- | --- |
| Paul Gnaier                                                                   | degen (m)       | 17e       | 1ste ronde groep B: 2de met 5 overwinningen 2de ronde groep C: 4de met 3 overwinningen 3de ronde: V van ITA Saccaro: 4-10                                                                     |
| Dietrich Hecke                                                                | degen (m)       | 9e        | 1ste ronde groep E: 5de met 5 overwinningen 2de ronde groep D: 4de met 3 overwinningen 3de ronde: W van ITA Pellegrino: 10-9 4de ronde: V van POL Gonsior: 5-10                               |
| Franz Rompza                                                                  | degen (m)       | 5e        | 1ste ronde groep F: 1ste met 6 overwinningen 2de ronde groep F: 2de met 4 overwinningen 3de ronde: vrij 4de ronde: W van FRA Guittet: 10-10 kwartfinale: V van GBR Hoskyns: 5-10              |
| Franz Rompza Max Geuter Volkmar Würtz Paul Gnaier Haakon Stein                | degen team (m)  | 5e        | 1ste ronde groep D: 1ste met 1 overwinning 2de ronde: vrij kwartfinale: V van Frankrijk: 4-8                                                                                                  |
| Julius Brecht                                                                 | floret (m)      | 17e       | 1ste ronde groep B: 2de met 4 overwinningen 2de ronde groep F: 3de met 3 overwinningen 3de ronde: V van URS Zhdanovich: 6-10                                                                  |
| Tim Gerresheim                                                                | floret (m)      | 5e        | 1ste ronde groep H: 4de met 3 overwinningen 2de ronde groep D: 1ste met 5 overwinningen 3de ronde: vrij 4de ronde: W van JPN Mano: 10-4 kwartfinale: V van FRA Revenu: 5-10                   |
| Dieter Schmitt                                                                | floret (m)      | 17e       | 1ste ronde groep I: 3de met 2 overwinningen 2de ronde groep C: 2de met 3 overwinningen 3de ronde: V van HUN Szabo: 2-10                                                                       |
| Jürgen Brecht Dieter Wellmann Eberhard Mehl Tim Gerresheim Jürgen Theuerkauff | floret team (m) | 5e        | 1ste ronde groep D: 2de met 2 overwinningen kwartfinale: V van Sovjet-Unie: 3-9 5-8ste plek: W van Italië: 9-5 5-6de plek: W van Roemenië: 8-8                                                |
| Walter Kostner                                                                | sabel (m)       | 7e        | 1ste ronde groep F: 3de met 3 overwinningen 2de ronde groep C: 3de met 4 overwinningen 3de ronde: W van POL Pawłowski: 10-9 kwartfinale: V van URS Rylsky: 5-10 5-8ste plek: V van POL Ochyra |
| J. Theuerkauff                                                                | sabel (m)       | 17e       | 1ste ronde groep D: 3de met 3 overwinningen 2de ronde groep B: 6de met 3 overwinningen |
| Dieter Wellman                                                                | sabel (m)       | 7e        | 1ste ronde groep E: 4de met 3 overwinningen 2de ronde groep A: 2de met 5 overwinningen 3de ronde: W van HUN Kovacs: 10-9 kwartfinale: V van FRA Arabo: 6-10 5-8ste plek: V van FRA Parent     |
| Dieter Wellmann Klaus Allisat Walter Köstner Jürgen Theuerkauff Percy Borucki | sabel team (m)  | 6e        | 1ste ronde groep D: 2de met 2 overwinningen kwartfinale: V van Polen: 7-9 5-8ste plek: W van Verenigde Staten: 9-5 5-6de plek: V van Hongarije: 6-9                                           |
|                                                                               |                 |           | |
| Helga Mees                                                                    | floret (v)      | Zilver    | 1ste ronde groep A: 3de met 4 overwinningen 2de ronde groep B: 4de met 2 overwinningen 3de ronde: W van HUN Sakovics: 8-5 kwartfinale: W van FRA Rousselet: 8-6 finale: 2de                   |
| Rosemarie Scherberger                                                         | floret (v)      | 17e       | 1ste ronde groep D: 3de met 3 overwinningen 2de ronde groep D: 3de met 2 overwinningen |
| H. Schmid                                                                     | floret (v)      | 9e        | 1ste ronde groep F: 3de met 3 overwinningen 2de ronde groep C: 2de met 4 overwinningen 3de ronde: V van HUN Juhász: 4-8                                                                       |
| Helga Mees Heidi Schmid Romy Weiß-Scherberger Gundi Theuerkauff               | floret team (v) | Brons     | 1ste ronde groep C: 2de met 2 overwinningen kwartfinale: W van Frankrijk: 8-8 halve finale: V van Hongarije: 6-9 bronzen finale: W van Italië: 9-5                                            |

### Schietsport
| Olympiër              | Discipline                  | Resultaat | Prestatie   |
| --------------------- | --------------------------- | --------- | ----------- |
| Harry Köcher          | 50m geweer 3 houdingen (m)  | 4e        | 1148 punten |
| Klaus Zähringer       | 50m geweer 3 houdingen (m)  | 22e       | 1131 punten |
| Rudolf Bortz          | 50m geweer liggend (m)      | 24e       | 589 punten  |
| Karl Wenk             | 50m geweer liggend (m)      | 7e        | 594 punten  |
| Harry Köcher          | 300m geweer 3 houdingen (m) | 8e        | 1130 punten |
| Klaus Zähringer       | 300m geweer 3 houdingen (m) | 14e       | 1110 punten |
| Johann Garreis        | 50m pistool (m)             | 4e        | 554 punten  |
| Hans Kaupmannsennecke | 50m pistool (m)             | 30e       | 530 punten  |
| Gerhard Feller        | 25m snelvuurpistool (m)     | 26e       | 577 punten  |
| Lothar Jacobi         | 25m snelvuurpistool (m)     | 13e       | 585 punten  |
| Joachim Marscheider   | trap (m)                    | 8e        | 191 punten  |
| Heinz Rehder          | trap (m)                    | 14e       | 189 punten  |

### Schoonspringen
| Olympiër            | Discipline    | Resultaat | Prestatie                                                       |
| ------------------- | ------------- | --------- | --------------------------------------------------------------- |
| Hans-Dieter Pophal  | 3m plank (m)  | 4e        | voorronde: 8ste met 91,16 punten finale: 4de met 142,58 punten  |
| Horst Rosenfeldt    | 3m plank (m)  | 17e       | voorronde: 17de met 85,66 punten                                |
| Rolf Sperling       | 3m plank (m)  | 14e       | voorronde: 14de met 86,98 punten                                |
| Klaus Konzorr       | 10m toren (m) | 15e       | voorronde: 15de met 90,08 punten                                |
| Rolf Sperling       | 10m toren (m) | 7e        | voorronde: 8ste met 92,24 punten finale: 7de met 142,24 punten  |
| Gerd Völker         | 10m toren (m) | 9e        | voorronde: 9de met 91,62 punten                                 |
|                     |               |           |                                                                 |
| Angelika Hilbert    | 3m plank (v)  | 8e        | voorronde: 5de met 86,53 punten finale: 8ste met 123,27 punten  |
| Ingrid Engel-Krämer | 3m plank (v)  | Goud      | voorronde: 1ste met 94,69 punten finale: 1ste met 145,00 punten |
| Christiane Lanzke   | 3m plank (v)  | 10e       | voorronde: 10de met 82,56 punten                                |
| Ingrid Engel-Krämer | 10m toren (v) | Zilver    | voorronde: 3de met 52,98 punten finale: 2de met 98,45 punten    |
| Christiane Lanzke   | 10m toren (v) | Goud      | voorronde: 6de met 49,69 punten finale: 5de met 92,92 punten    |
| Delia Reinhard      | 10m toren (v) | 10e       | voorronde: 8ste met 47,83 punten finale: 10de met 86,79 punten  |

### Turnen
| Olympiër                                                                              | Discipline               | Resultaat | Prestatie                                                      |
| ------------------------------------------------------------------------------------- | ------------------------ | --------- | -------------------------------------------------------------- |
| Siegfried Fülle                                                                       | meerkamp individueel (m) | 15e       | 114,10 punten                                                  |
| Philipp Fürst                                                                         | meerkamp individueel (m) | 24e       | 112,25 punten                                                  |
| Erwin Koppe                                                                           | meerkamp individueel (m) | 19e       | 112,45 punten                                                  |
| Klaus Köste                                                                           | meerkamp individueel (m) | 18e       | 112,75 punten                                                  |
| Günter Lyhs                                                                           | meerkamp individueel (m) | 29e       | 111,70 punten                                                  |
| Peter Weber                                                                           | meerkamp individueel (m) | 21e       | 112,35 punten                                                  |
| Siegfried Fülle Philipp Fürst Erwin Koppe Klaus Köste Günter Lyhs Peter Weber         | meerkamp team (m)        | Brons     | 565,10 punten                                                  |
|                                                                                       |                          |           |                                                                |
| Birgit Radochla                                                                       | sprong (v)               | Zilver    | voorronde: 2de met 19,366 punten finale: 2de met 19,283 punten |
| Ute Starke                                                                            | sprong (v)               | 6e        | voorronde: 6de met 19,100 punten finale: 6de met 19,116 punten |
| Ingrid Fost                                                                           | vloer (v)                | 5e        | voorronde: 6de met 19,133 punten finale: 5de met 19,266 punten |
| Birgit Radochla                                                                       | vloer (v)                | 4e        | voorronde: 5de met 19,199 punten finale: 4de met 19,299 punten |
| Christel Felgner                                                                      | meerkamp individueel (v) | 35e       | 74,014 punten                                                  |
| Ingrid Fost                                                                           | meerkamp individueel (v) | 12e       | 75,465 punten                                                  |
| Karin Mannewitz                                                                       | meerkamp individueel (v) | 31e       | 74,363 punten                                                  |
| Birgit Radochla                                                                       | meerkamp individueel (v) | <center4e | 76,431 punten                                                  |
| Ute Starke                                                                            | meerkamp individueel (v) | 10e       | 75,632 punten                                                  |
| Barbara Stolz                                                                         | meerkamp individueel (v) | 44e       | 73,430 punten                                                  |
| Christel Felgner Ingrid Fost Karin Mannewitz Birgit Radochla Ute Starke Barbara Stolz | meerkamp team (v)        | 4e        | 376,038 punten                                                 |

### Voetbal
| Olympiër | Discipline | Resultaat | Prestatie |
| --- | ---------- | --------- | --- |
| Hans-Jürgen Heinsch Peter Rock Manfred Geisler Herbert Pankau Manfred Walter Gerhard Körner Hermann Stöcker Otto Frässdorf Henning Frenzel Jürgen Nöldner Eberhard Vogel Klaus Urbanczyk Bernd Bauchspiess Dieter Engelhardt Horst Weigang Klaus-Dieter Seehaus Werner Unger Wolfgang Barthels Klaus Lisiewicz | mannen     | Brons     | groep A: 1ste W van Iran: 4-0 G van Roemenië: 1-1 W van Mexico: 2-0 kwartfinale: W van Joegoslavië: 1-0 halve finale: V van Sovjet-Unie: 1-2 bronzen finale: W van Verenigde Arabische Emiraten: 3-1 |

| Groep A |           |             |             |             |             |            |            |            |        |
| #       | Land      | Wedstrijden | Wedstrijden | Wedstrijden | Wedstrijden | Doelpunten | Doelpunten | Doelpunten | Punten |
| #       | Land      | G           | W           | G           | V           | V          | T          | Saldo      | Punten |
| 1       | Duitsland | 3           | 2           | 1           | 0           | 7          | 1          | +6         | 5      |
| 2       | Roemenië  | 3           | 2           | 1           | 0           | 5          | 2          | +3         | 5      |
| 3       | Mexico    | 3           | 0           | 1           | 2           | 2          | 6          | -4         | 1      |
| 4       | Iran      | 3           | 0           | 1           | 2           | 1          | 6          | –5         | 1      |

| Ronde          | Datum    | Plaats            | Land | Score                        | Land |
| -------------- | -------- | ----------------- | ---- | ---------------------------- | ---- |
| Groepsfase     |          |                   |      |                              |      |
| 11 oktober     | Yokohama | Duitsland         | 4-0  | Iran                         |      |
| 13 oktober     | Setagaya | Duitsland         | 1-1  | Roemenië                     |      |
| 15 oktober     | Yokohama | Duitsland         | 2-0  | Mexico                       |      |
| Kwartfinale    |          |                   |      |                              |      |
| 18 oktober     | Shinjuku | Duitsland         | 1-0  | Joegoslavië                  |      |
| Halve finale   |          |                   |      |                              |      |
| 20 oktober     | Setagaya | Tsjecho-Slowakije | 2-1  | Duitsland                    |      |
| Bronzen finale |          |                   |      |                              |      |
| 23 oktober     | Tokio    | Duitsland         | 3-1  | Verenigde Arabische Emiraten |      |

### Waterpolo
| Olympiër | Discipline | Resultaat | Prestatie |
| --- | ---------- | --------- | --- |
| Peter Schmidt Hubert Hühne Siegfried Ballerstedt Edgar Thiele Klaus Schulze Jürgen Thiel Klaus Schlenkrich Heinz Müder Dieter Vohs Jürgen Kluge Heinz Wittig | mannen     | 6e        | groep B: 2de V van Sovjet-Unie: 1-2 W van Australië: 3-1 halve finale groep: 4de V van Roemenië: 4-5 V van Italië: 1-2 5-8ste plaats: 2de W van België: 5-3 W van Nederland: 5-4 |

| Groep B |                    |             |             |             |             |        |        |        |        |
| #       | Land               | Wedstrijden | Wedstrijden | Wedstrijden | Wedstrijden | Punten | Punten | Punten | Punten |
| #       | Land               | G           | W           | G           | V           | V      | T      | Saldo  | Punten |
| 1       | Sovjet-Unie        | 2           | 2           | 0           | 0           | 9      | 2      | +7     | 4      |
| 2       | Duits eenheidsteam | 2           | 1           | 0           | 1           | 5      | 4      | +1     | 2      |
| 3       | Australië          | 2           | 0           | 0           | 2           | 1      | 9      | -8     | 0      |

| Ronde      | Datum | Plaats      | Land | Score              | Land |
| ---------- | ----- | ----------- | ---- | ------------------ | ---- |
| Groepsfase |       |             |      |                    |      |
| 12 oktober | Tokio | Sovjet-Unie | 3-2  | Duits eenheidsteam |      |
| 13 oktober | Tokio | Australië   | 1-3  | Duits eenheidsteam |      |

| Groep halve finale A/B |                    |             |             |             |             |        |        |        |        |
| #                      | Land               | Wedstrijden | Wedstrijden | Wedstrijden | Wedstrijden | Punten | Punten | Punten | Punten |
| #                      | Land               | G           | W           | G           | V           | V      | T      | Saldo  | Punten |
| 1                      | Sovjet-Unie        | 3           | 2           | 1           | 0           | 7      | 4      | +3     | 5      |
| 2                      | Italië             | 3           | 2           | 0           | 1           | 6      | 6      | 0      | 4      |
| 3                      | Roemenië           | 3           | 1           | 1           | 1           | 10     | 10     | 0      | 3      |
| 3                      | Duits eenheidsteam | 3           | 0           | 0           | 3           | 7      | 10     | -3     | 0      |

| Ronde        | Datum | Plaats   | Land | Score              | Land |
| ------------ | ----- | -------- | ---- | ------------------ | ---- |
| Halve finale |       |          |      |                    |      |
| 14 oktober   | Tokio | Roemenië | 5-4  | Duits eenheidsteam |      |
| 15 oktober   | Tokio | Italië   | 2-1  | Duits eenheidsteam |      |

| 5-8ste plaats |                    |             |             |             |             |            |            |            |        |
| #             | Land               | Wedstrijden | Wedstrijden | Wedstrijden | Wedstrijden | Doelpunten | Doelpunten | Doelpunten | Punten |
| #             | Land               | G           | W           | G           | V           | V          | T          | Saldo      | Punten |
| 1             | Roemenië           | 3           | 2           | 0           | 1           | 14         | 10         | +4         | 4      |
| 2             | Duits eenheidsteam | 3           | 2           | 0           | 1           | 14         | 12         | +2         | 4      |
| 3             | België             | 3           | 1           | 0           | 2           | 13         | 15         | -2         | 2      |
| 4             | Nederland          | 3           | 1           | 0           | 2           | 12         | 16         | -4         | 2      |

| Ronde      | Datum | Plaats             | Land | Score     | Land |
| ---------- | ----- | ------------------ | ---- | --------- | ---- |
| Groepsfase |       |                    |      |           |      |
| 17 oktober | Tokio | Duits eenheidsteam | 5-3  | België    |      |
| 18 oktober | Tokio | Duits eenheidsteam | 5-4  | Nederland |      |

### Wielersport
| Olympiër                                                    | Discipline                    | Resultaat | Prestatie |
| Baan                                                        | Baan                          | Baan      | Baan |
| ----------------------------------------------------------- | ----------------------------- | --------- | --- |
| Willi Fuggerer                                              | sprint (m)                    | 5e        | serie 8: 2de 1ste ronde herkansingen: W van USA Simes: 12,69 1ste ronde herkansingen finale: W van AUS Johnson: 11,52 2de ronde serie 3: 1ste in 12,15 kwartfinale 4: V van FRA Trentin: 1-2 |
| Ulrich Schillinger                                          | sprint (m)                    | 11e       | serie 13: 1ste in 12,60 2de ronde serie 3: 2de 2de ronde herkansingen: 2de |
| Lothar Claesges                                             | tijdrit (m)                   | 6e        | 1.10,86 |
| Willi Fuggerer Klaus Kobusch                                | tandem (m)                    | Brons     | serie 4: 1ste in 11,18 kwartfinale 3: W van HUN Bicskey/Habony: 2-0 halve finale: V van ITA Damiano Bianchetto: 1-2 bronzen finale: W van NED de Graaf van der Touw: 2-0                     |
| Lothar Spiegelberg                                          | individuele achtervolging (m) | 8e        | serie 2: V van TCH Daler: 5.04,60 kwartfinale 3: V van ITA Ursi: 5.09,84 |
| Lothar Claesges Karl Link Karl-Heinz Henrichs Ernst Streng  | ploegenachtervolging (m)      | Goud      | serie 1: W van Groot-Brittannië: 4.42,28 kwartfinale 2: W van Denemarken: 4.36,98 halve finale 1: W van Australië: 4.38,19 finale: W van Italië: 4.35,67                                     |
| Weg                                                         |                               |           | |
| Burkhard Ebert                                              | wegwedstrijd (m)              | 29e       | 4:39.51,75 |
| Günter Hoffmann                                             | wegwedstrijd (m)              | DNF       | niet gefinisht |
| Wilfried Peffgen                                            | wegwedstrijd (m)              | 6e        | 4:39.51,75 |
| Immo Rittmeyer                                              | wegwedstrijd (m)              | 54e       | 4:39.51,80 |
| Burkhard Ebert Gunter Hoffmann Peter Glemser Immo Rittmeyer | ploegentijdrit (m)            | 14e       | 2:33.37,45 |

### Worstelen
| Olympiër          | Discipline  | Resultaat   | Prestatie   |
| Vrije stijl       | Vrije stijl | Vrije stijl | Vrije stijl |
| ----------------- | ----------- | ----------- | ----------- |
| Paul Neff         | -52kg (m)   | 17e         |             |
| Karl Dodrimont    | -57kg (m)   | 17e         |             |
| Reiner Schilling  | -63kg (m)   | 7e          |             |
| Klaus Rost        | -70kg (m)   | Zilver      |             |
| Martin Heinze     | -78kg (m)   | 12e         |             |
| Günther Bauch     | -87kg (m)   | 7e          |             |
| Heinz Kiehl       | -98kg (m)   | 7e          |             |
| Wilfried Dietrich | +98kg (m)   | 7e          |             |
| Grieks-Romeins    |             |             |             |
| Rolf Lacour       | -52kg (m)   | 4e          |             |
| Fritz Stange      | -57kg (m)   | 5e          |             |
| Lothar Schneider  | -63kg (m)   | 17e         |             |
| Franz Schmitt     | -70kg (m)   | 9e          |             |
| Rudolf Vesper     | -78kg (m)   | 11e         |             |
| Lothar Metz       | -87kg (m)   | Brons       |             |
| Heinz Kiehl       | -98kg (m)   | Brons       |             |
| Wilfried Dietrich | +98kg (m)   | Brons       |             |

### Zeilen
| Olympiër                                        | Discipline      | Resultaat | Prestatie                        |
| ----------------------------------------------- | --------------- | --------- | -------------------------------- |
| Willy Kuhweide                                  | finn            | Goud      | 7638 punten: (2-1-4-6-5-3-1)     |
| Eberhard Reschwamm Dietmar Gedde                | flying dutchman | 13e       | 2738 punten: (17-9-6-11-8-10-12) |
| Bruno Splieth Karsten Meyer                     | star            | 6e        | 4175 punten: (5-3-4-3-6-6-6)     |
| Peter Ahrendt Wilfried Lorenz Ulrich Mense      | dragon          | Zilver    | 5826 punten: (8-10-7-1-2-4-2)    |
| Fritz Kopperschmidt Herbert Reich Eckart Wagner | 5,5m            | 5e        | 3057 punten: (14-8-6-DNF-4-5-3)  |

### Zwemmen
| Olympiër                                                             | Discipline            | Resultaat | Prestatie                                                                         |
| -------------------------------------------------------------------- | --------------------- | --------- | --------------------------------------------------------------------------------- |
| Uwe Jacobsen                                                         | 100m vrije slag (m)   | 8e        | serie 5: 3de in 55,6 halve finale 2: 3de in 54,8 finale: 8ste in 56,1             |
| Hans-Joachim Klein                                                   | 100m vrije slag (m)   | Brons     | serie 4: 1ste in 55,1 halve finale 3: 2de in 54,4 finale: 3de in 54,0             |
| Horst Löffler                                                        | 100m vrije slag (m)   | 19e       | serie 6: 4de in 55,6 halve finale 1: 7de in 56,0                                  |
| Martin Klink                                                         | 400m vrije slag (m)   | 19e       | serie 7: 4de in 4.29,1                                                            |
| Wolfgang Kremer                                                      | 400m vrije slag (m)   | 22e       | serie 1: 3de in 4.29,9                                                            |
| Frank Wiegand                                                        | 400m vrije slag (m)   | Zilver    | serie 6: 1ste in 4.17,2 finale: 2de in 4.14,9                                     |
| Heinz Junga                                                          | 1500m vrije slag (m)  | 19e       | serie 3: 5de in 18.08,7                                                           |
| Holger Kirschke                                                      | 1500m vrije slag (m)  | 15e       | serie 1: 4de in 18.01,6                                                           |
| Jürgen Dietze                                                        | 200m rugslag (m)      | 19e       | serie 2: 3de in 2.20,4                                                            |
| Ernst-Joachim Küppers                                                | 200m rugslag (m)      | 5e        | serie 4: 2de in 2.17,9 halve finale 2: 2de in 2.15,4 finale: 5de in 2.15,7        |
| Wolfgang Wagner                                                      | 200m rugslag (m)      | 15e       | serie 5: 4de in 2.18,5 halve finale 2: 7de in 2.20,2                              |
| Egon Henninger                                                       | 200m schoolslag (m)   | 5e        | serie 2: 1ste in 2.30,01 (OR) halve finale 1: 3de in 2.33,3 finale: 5de in 2.31,1 |
| Klaus Katzur                                                         | 200m schoolslag (m)   | 13e       | serie 1: 3de in 2.36,7 halve finale 1: 7de in 2.37,3                              |
| Willi Messner                                                        | 200m schoolslag (m)   | 12e       | serie 4: 3de in 2.36,0 halve finale 1: 6de in 2.35,5                              |
| Werner Freitag                                                       | 200m vlinderslag (m)  | 10e       | serie 3: 4de in 2.16,9 halve finale 1: 6de in 2.13,5                              |
| Hermann Lotter                                                       | 200m vlinderslag (m)  | 20e       | serie 1: 4de in 2.18,2                                                            |
| Wolfgang Platzeck                                                    | 200m vlinderslag (m)  | 22e       | serie 4: 5de in 2.18,7                                                            |
| Gerhard Hetz                                                         | 400m wisselslag (m)   | Brons     | serie 4: 1ste in 4.57,6 finale: 3de in 4.51,0                                     |
| Dieter Pfeifer                                                       | 400m wisselslag (m)   | 9e        | serie 3: 4de in 5.05,2                                                            |
| Stefan Weinrich                                                      | 400m wisselslag (m)   | 13e       | serie 1: 4de in 5.07,8                                                            |
| Horst Löffler Frank Wiegand Uwe Jacobsen Hans-Joachim Klein          | 4x100m vrije slag (m) | Zilver    | serie 2: 2de in 3.41,0 finale: 2de in 3.37,2                                      |
| Horst-Günther Gregor Gerhard Hetz Frank Wiegand Hans-Joachim Klein   | 4x200m vrije slag (m) | Zilver    | serie 1: 1ste in 8.09,7 finale: 2de in 7.59,3                                     |
| Ernst Küppers Egon Henninger Horst-Günther Gregor Hans-Joachim Klein | 4x100m wisselslag (m) | Zilver    | serie 1: 1ste in 4.06,6 finale: 2de                                               |
|                                                                      |                       |           |                                                                                   |
| Traudi Beierlein                                                     | 100m vrije slag (v)   | 31e       | serie 3: 5de in 1.05,4                                                            |
| Martina Grunert                                                      | 100m vrije slag (v)   | 11e       | serie 1: 2de in 1.03,1 halve finale 2: 6de in 1.03,3                              |
| Rita Schumacher                                                      | 100m vrije slag (v)   | 17e       | serie 2: 2de in 1.03,5                                                            |
| Martina Grunert                                                      | 400m vrije slag (v)   | 13e       | serie 1: 2de in 4.57,7                                                            |
| Heidi Pechstein                                                      | 400m vrije slag (v)   | 14e       | serie 5: 4de in 5.01,4                                                            |
| Jutta Wanke                                                          | 400m vrije slag (v)   | 15e       | serie 3: 4de in 5.01,7                                                            |
| Petra Nerger                                                         | 100m rugslag (v)      | 18e       | serie 3: 3de in 1.12,1                                                            |
| Ingrid Schmidt                                                       | 100m rugslag (v)      | 9e        | serie 4: 3de in 1.11,1                                                            |
| Helga Schmidt-Neuber                                                 | 100m rugslag (v)      | 12e       | serie 1: 4de in 1.11,4                                                            |
| Bärbel Grimmer                                                       | 200m schoolslag (v)   | 5e        | serie 2: 1ste in 2.48,6 (OR) finale: 5de in 2.51,0                                |
| Ursula Küper                                                         | 200m schoolslag (v)   | 8e        | serie 3: 4de in 2.50,1 finale: 8ste in 2.53,9                                     |
| Wiltrud Urselmann                                                    | 200m schoolslag (v)   | 10e       | serie 1: 3de in 2.53,2                                                            |
| Ursel Brunner                                                        | 100m vlinderslag (v)  | 26e       | serie 1: 6de in 1.13,6                                                            |
| Heike Hustede-Nagel                                                  | 100m vlinderslag (v)  | 6e        | serie 5: 3de in 1.10,5 halve finale 2: 5de in 1.08,8 finale: 6de in 1.08,5        |
| Ute Noack                                                            | 100m vlinderslag (v)  | 10e       | serie 4: 2de in 1.09,2 halve finale 1: 5de in 1.09,3                              |
| Harriet Blank                                                        | 400m wisselslag (v)   | 14e       | serie 2: 4de in 5.42,4                                                            |
| Veronika Holletz                                                     | 400m wisselslag (v)   | 4e        | serie 3: 1ste in 5.26,8 finale: 4de in 5.25,6                                     |
| Helga Zimmermann                                                     | 400m wisselslag (v)   | 11e       | serie 4: 4de in 5.38,9                                                            |
| Martina Grunert Traudi Beierlein Rita Schumacher Heidi Pechstein     | 4x100m vrije slag (v) | 6e        | serie 2: 3de in 4.14,9 finale: 6de in 4.15,0                                      |

Afghanistan · Algerije · Argentinië · Australië · Bahama's · België · Bermuda · Birma · Bolivia · Brazilië · Brits-Guiana · Bulgarije · Cambodja · Canada · Ceylon · Chili · Colombia · Congo-Brazzaville · Costa Rica · Cuba · Denemarken · Dominicaanse Republiek · Duits eenheidsteam · Ethiopië · Filipijnen · Finland · Frankrijk · Ghana · Griekenland · Groot-Brittannië · Hongarije · Hongkong · Ierland · IJsland · India · Irak · Iran · Israël · Italië · Ivoorkust · Jamaica · Japan · Joegoslavië · Kameroen · Kenia · Libanon · Liberia · Libië · Liechtenstein · Luxemburg · Madagaskar · Maleisië · Mali · Marokko · Mexico · Monaco · Mongolië · Nederland · Nederlandse Antillen · Nepal · Nieuw-Zeeland · Niger · Nigeria · Noord-Rhodesië · Noorwegen · Oeganda · Oostenrijk · Pakistan · Panama · Peru · Polen · Portugal · Puerto Rico · Roemenië · Senegal · Sovjet-Unie · Spanje · Taiwan · Tanganyika · Thailand · Trinidad en Tobago · Tsjaad · Tsjecho-Slowakije · Tunesië · Turkije · Uruguay · Venezuela · Verenigde Arabische Republiek · Verenigde Staten · Vietnam · Zuid-Korea · Zuid-Rhodesië · Zweden · Zwitserland